# 華沢レモン
華沢 レモン（はなざわ れもん、1984年7月17日 - ）は、日本の女優、AV女優。

## 出演作品
人妻･OL･美少女系 悶絶アパート（ピンク映画）
- ながえ官能映像集 ありえない妄想ファック
- 禁断の愛に溺れる女
- エクスタシースペシャル 恋愛家庭教師
- 鳥籠
- ワイセツ近親相姦レイプ〜乱れた性欲〜
- 狙われた女子寮 3 先輩はレズビアン
- 義母奴隷とダブル肉欲家族
- 国語教師 裸の課外授業
- レイプ奴隷な女たちと淫乱女
- 人妻どうでしょう / 不倫のシナリオ
- 兄嫁の谷間 敏感色っぽい
- ノーパンアスリートフェスタ 2006
- 巨乳性保レディ 老人を落とす肉体契約
- SUPER BEST OF レズビアン18人
- 特選!お母さん大好きスペシャル!
- SUPER BEST OF 女子校生図鑑48人
- 私を奴隷にして 憧れのひと
- 人妻を濡らす蛇-SM至極編-
- 欲求不満な女たち-すけべ三昧-
- JKとレズマダム 底無しの悦楽絵巻
- 和服家政婦 我が家のお手伝いさんは床上手
- ラブホ・メイド 発射しちゃダメ
- 巨乳看護師 白衣をもみもみ
- ふしだら慕情 白肌を舐める舌
- 四十路の奥さん〜痴漢に濡れて〜
- 混浴温泉 湯煙で艶あそび
- 妹のおっぱい ぷるり揉みまくり
- 桃色仁義 姐御の白い肌
- 人妻アナ露出 秘められた欲求
- 欲望の尼寺 煩悩みだれ観音
- 土下座拝み倒しレズナンパSP
- 貝合わせ タチとネコのビアン全集 責めてイカされて絶叫レズ地獄DX 4時間 2
- 川奈まり子の「愛の病棟日誌」
- 童貞狩り チェリーハンター
- 木魚の割れ目 聖職者レズ
- 淫母の性教育 奥までちょうだい!
- 好色オヤジの変態物語 いつも 誰かに 見られてる…
- レズ×レズ×レズ地獄 64時間
- 義母まりあEX 爆乳伝説
- 近所の人妻 熟れた白昼不倫
- ふたりの妹 むしゃぶり発情白書
- 姦通女房 夫の前で犯されて
- 援交性態ルポ 乱れた性欲
- 親友の妻 密会の黒下着
- パンティの染み 後妻は淫女
- 多淫な人妻と老人 夜這い春情
- 濡れ続けた女 吸いつく下半身
- 痴漢電車 指使い感じちゃう
- 尼寺の情事 逆さ卍吊り
- やりたがる女4人
- 飼育のレズ部屋 熟れすぎた恭子
- 激生ソープ 熟乳泡まみれ
- 物凄い絶頂 淫辱
- 特濃レズビアン 4時間
- 恥母の湯巻 こすって、もっと
- 痴漢電車 エッチな痴女に御用心!
- レズ×レズ×レズ地獄 54時間
- 巨乳熟女 とろける手ほどき
- マダムレズ 擦りあう快感
- 痴漢電車 びんかん指先案内人
- レズ×レズ×レズ地獄 24時間
- 清楚系女子校生24人4時間
- われめ岩 六つ墓村のエロ事件
- 本当にあったレズ実話集 Vol.4
- 欲望（秘）温泉 そろって好きもの
- いやらしい唇 魔性の舌づかい
- 肉体秘書 パンストのしたたり
- 淫靡島 母娘、濡れて待つ
- 淫乱美熟女レズビアン4時間
- 肉体秘書
- 凌辱願望の人妻
- 水谷ケイの 平成未亡人下宿 狙われた管理人さん
- 淫乱後家ごろし
- 誰とでもする男、誰とでも寝る女。
- 乱交団地妻 スワップ同好会
- 痴漢電車 挑発する淫ら尻
- セックス詐欺の女 濡れてよがる
- 愛撫 aibu
- 肉体秘書 パンスト濡らして
- 彼女の淫母 禁断の三角関係
- 欲望温泉 そろって好きもの
- 人妻・OL・美少女系 悶絶アパート
- 痴漢探偵 ワレメのTRICK
- 淫乱なる一族 第一章 痴人たちの戯れ
- 乱交団地妻、性欲の限り…
- ながされて 淫情
- ネコとタチ 連れ子の姉と妹/娘を誘惑する義母/SMホテルのレズたち
- 土下座! レズナンパ in渋谷
- 白昼夢 禁断の記憶
- 本格レズ 淫汁まみれの弁護士バッチ
- 新人女子アナ危機一髪
- 肉欲地獄の世界
- 義母 性具に成り果てた女
- 脱衣バレー部 世界へ行こう!
- 妖艶くノ一伝 〜蒼瞳篇〜
- 監禁ルーム 〜恐怖のレイプ団〜
- 熟女クリスチャン 背徳の蜜
- 隣の未亡人
- 中年男の夢を叶えるセックス やりたい放題! 2
- 絶頂人妻 3時間スペシャル
- 肉欲アリ地獄 レズの罠に堕ちる女たち
- 世間によくある話し　嫁の下着でマスかく義父/娘を愛人に抱かせる母/家庭教師とできちゃう母娘
- 温泉宿一発二日 艶子の湯 ひと夜だけの契り
- 欲情ヒッチハイク 求めた人妻
- 若妻ひとりH 夜まで待てない
- 痴漢（秘）劇場 湿ってるのが恥ずかしい
- 美肌教師 巨乳バイブ責め
- 泥酔美女のピンクの肌
- 近親相愛 レズビアン
- 人妻タクシー 巨乳に乗り込め
- 田園官能ロマン 農婦の太股
- 妖艶くノ一伝 〜鍔女篇〜
- 揺れる電車の女 誘う痴漢特急!
- OL変態ダイアリー 異常性欲の日々
- 淫乱なる一族 背徳セレブ妻
- 大奥 蕾の乱 明日への契り
- 大奥 淫の乱 花びら燃ゆ
- 平成青春動画 其の十八 痴女女医さん 男の壺飼育
- 巨乳団地妻 義姉妹の透ける乳房
- 秘戯48手 息子の嫁とやる時にゃ/夜の夜中にやる時にゃ/妻の妹とやる時にゃ/隣りの女房とやる時にゃ
- Sweet-Sour Stories 女子校生れずびあん 4時間MANIAX
- 義理の姉 いけない発情
- 年上のOL 悩ましい舌使い
- 女探偵おねだり七変化
- 女子校生部活日誌 EPISODE.7 バレー部編
- 人妻の秘密 覗き覗かれ
- 義母と息子 お忍び旅行 4
- 本格レズ 連れ娘の愛撫にわななく義母
- 濡れた四畳半と昼下がりの少女
- 本格レズ 30代で操を奪われた女医
- 平成青春動画 其の一 多淫な人妻と老人 〜夜這い春情〜
- ザ・レズ地獄 アンコール全集 4 義母と娘編
- 兄嫁の秘密
- 萌えて性春!!涼華学院 女子テニス部
- お義母さんが、好きです
- 義母と息子 お忍び旅行 3
- たまもの（2004年、いまおかしんじ監督） -　加藤郁美 役
- 恋愛家庭教師 感じすぎる傷口
- 痴漢浪漫
- 女子校生 うぶ★レズ 華沢レモン 小泉ニナ 宮地奈々
- ぼくの先生 ひと夏の性体験
- HIGH SCHOOL FUCK 華沢レモン 野口かほ 浜咲レナ 渚まりん
- 女だらけのレズねるとん
- 個人授業DX 女教師と生徒の青い体験
- あんにょん由美香
- こまされた女たち（柊初音）
- 隣の未亡人 幼妻エプロン日和
- 淫情 義母と三兄妹（宇野木蘭）
- 夢まで百億光年
- 揺れる電車の中で 暴かれる欲望の闇
- 悶絶　ほとばしる愛欲
- 闇を駆け抜けろ!
- ジャポニカ・ウイルス
- リアルメン・スタンド!
- 官能病棟 赤い唇
- kuchisake 口裂け
- 団地の奥さん、同窓会に行く（礼子）
- 痴漢（秘）劇場　湿っているのが恥ずかしい…